# Honda de David
La Honda de David (en inglés: David's Sling) (en hebreo: קלע דוד) (transliterado: Kela David) es un sistema militar de las Fuerzas de Defensa de Israel desarrollado conjuntamente por el contratista de defensa israelí Rafael Advanced Defense Systems y el contratista de defensa estadounidense Raytheon, el sistema ha sido diseñado para interceptar aviones enemigos, drones, misiles balísticos, cohetes de medio y largo alcance y misiles de crucero, disparados a distancias de 40 km a 300 km.
La Honda de David está destinado a reemplazar al MIM-23 Hawk y al MIM-104 Patriot en el arsenal israelí.

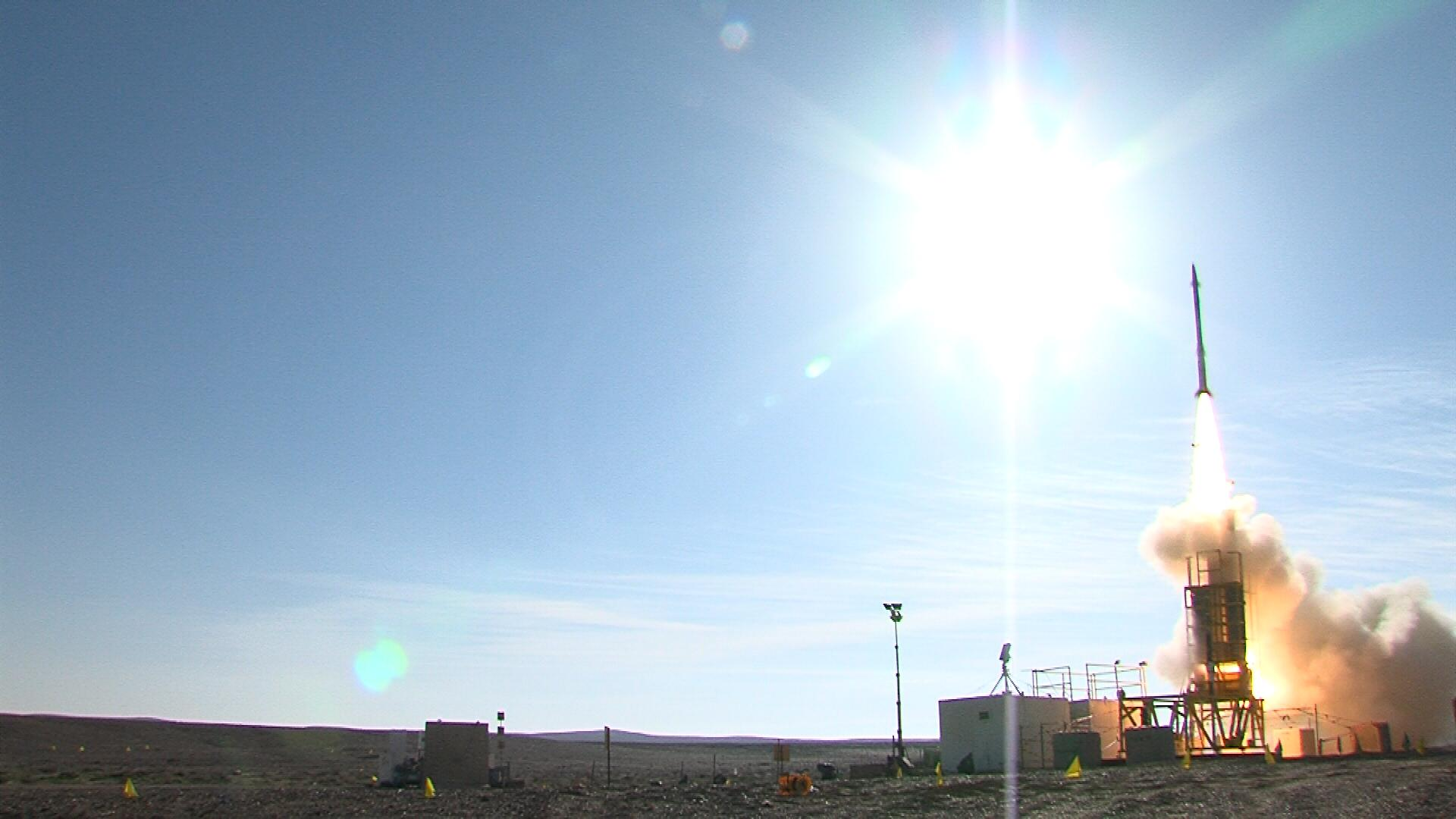
Misil del sistema de armamento Honda de David intercepta un objetivo durante su vuelo de prueba inicial.

El misil Stunner del sistema está diseñado para interceptar la última generación de misiles balísticos tácticos a baja altitud, como el misil Iskander ruso y el DF-15 chino, utilizando un buscador dual CCD/IR a bordo para distinguir entre los señuelos y la ojiva real del misil, además del seguimiento por parte del radar Elta EL/M-2084, un radar AESA de barrido electrónico activo.
El interceptor de múltiples etapas, consiste en un propulsor de motor cohete de combustible sólido, seguido de un vehículo de ataque asimétrico con un sistema de dirección avanzada para una mayor maniobrabilidad durante la etapa de interceptación. Un motor de tres pulsos proporciona la aceleración y la maniobrabilidad necesarias durante la fase de aproximación terminal.
La Honda de David comenzó a funcionar en abril de 2017, el sistema está destinado a reforzar las defensas antimisiles de Israel. El nombre Honda de David proviene de la historia bíblica de David y Goliat, y formará parte del futuro sistema de defensa antimisiles que Israel está desarrollando, el sistema defensivo incluye a los misiles Arrow, al misil Barak 8, y a los sistemas defensivos Cúpula de Hierro y Rayo de Hierro, desde el año 2020.

## Desarrollo del misil
El interceptor es un misil de dos etapas, con los sistemas de orientación y guía instalados en la punta de su morro (un radar y un sensor electroóptico). En 2006, Rafael recibió un contrato para desarrollar un sistema de defensa para contrarrestar la amenaza de cohetes de mediano a largo alcance con rangos entre 70 y 250 km. 
Para permitir a Israel hacer uso de la ayuda financiera proporcionada por los Estados Unidos para desarrollar el sistema defensivo y producirlo, se estableció una asociación con Raytheon, la empresa estadounidense desarrollará la unidad de lanzamiento de misiles y el sistema logístico general, y ayudará a Rafael a desarrollar el sistema interceptador. 
En algunas de las publicaciones de Raytheon, el interceptor se conoce como "Stunner". En noviembre de 2012, se esperaba que la Honda de David entrara en servicio operativo en 2013 o 2014.
La Honda de David debe mucho a la tecnología de búsqueda modificada de los misiles aire-aire RAFAEL Python 5 y RAFAEL Derby del programa SPYDER.
Mientras que el sistema Honda de David, ha sido diseñado para interceptar cohetes de mediano y largo alcance, el sistema Cúpula de Hierro, es un sistema defensivo diseñado para interceptar cohetes de corto alcance (de 4 a 70 km), y el misil "Arrow" ha sido diseñado para interceptar misiles balísticos.
El 25 de noviembre de 2012, Israel probó con éxito el misil interceptador "Stunner". Una batería del sistema Honda de David estacionada en un lugar desértico que no ha sido revelado del sur de Israel, disparó y destruyó a un misil agresor enemigo. 
A finales de noviembre de 2014, las FDI revelaron que el sistema Honda de David pronto se desplegaría en varias áreas de Israel durante un período de prueba antes de comenzar a funcionar, las pruebas iniciales se centrarán en su capacidad para interceptar cohetes y misiles de corto y medio alcance con un rango de cobertura tres veces mayor que el sistema Cúpula de Hierro, posteriormente, el sistema debe someterse a dos pruebas más, probar su capacidad para interceptar aviones y misiles de mayor alcance, y derribar misiles de crucero. El sistema Honda de David, está conectado al sistema de control, gestión e interceptación del Mando del Frente Doméstico.
En febrero de 2015, Israel solicitó al Congreso de los Estados Unidos 250 millones de dólares en asistencia adicional para producir el sistema Honda de David, entre las empresas estadounidenses que se van a adjudicar los contratos se incluyen: Raytheon, Orbital ATK Inc, con sede en Arlington, Virginia, y la corporación Northrop Grumman, con sede en Falls Church, Virginia.
Otros sitios web de defensa informaron que Israel había solicitado $150 millones de dólares USA en fondos para la fase de adquisición, que incluirá dos sistemas que controlan múltiples unidades de fuego que cubren todo el espacio aéreo de Israel, algunas fuentes dijeron que los costes de desarrollo del sistema Honda de David fueron unos 250 millones de dólares.
La solicitud de $150 millones de dólares USA es para la adquisición inicial de las baterías, las baterías pueden cubrir todo el territorio de Israel, la adquisición inicial israelí comenzará con solo dos baterías.
Se planeó desplegar el sistema Honda de David en 2015, pero los déficits presupuestarios para la infraestructura de baterías de misiles defensivos retrasaron su fecha operativa hasta 2017.
El 21 de diciembre de 2015, el sistema de armamento Honda de David demostró su capacidad para destruir las salvas de cohetes pesados de largo alcance y los misiles balísticos de corto alcance, completando el primer bloque de pruebas de desarrollo, ya con el régimen de pruebas completado, el sistema está programado para ser entregado a la Fuerza Aérea Israelí en el primer trimestre de 2016. El sistema Honda de David, protegerá las áreas que hay encima del sistema defensivo Cúpula de Hierro, pensado para interceptar amenazas de corto alcance, y actuará por debajo del área defendida por el misil Arrow, encargado de defender la atmósfera superior, particularmente contra amenazas como los misiles balísticos tácticos rusos 9K720 "Iskander", los cohetes sirios "Jaibar"-1 de 302 mm, y el misil iraní "Fateh"-110, usado por la milicia islamista Hezbolá, así como el misil Scud-B.
El 2 de abril de 2017, en una ceremonia celebrada en la base aérea de Hatzor, a la que asistieron dignatarios israelíes y estadounidenses, se declararon oficialmente operativas dos baterías del sistema defensivo Honda de David, y se activó el sistema israelí de defensa antimisiles, actualmente se está trabajando para desarrollar una variante del misil lanzada desde el aire.

## Historia operativa
El 23 de julio de 2018, la honda de David se utilizó por primera vez en una situación de combate real. Según fuentes israelíes, las autoridades israelíes dijeron que inicialmente temían que dos misiles sirios OTR-21 "Tochka" se dirigieran a Israel. En última instancia, los dos misiles balísticos de corto alcance sirios, disparados como parte de los combates internos del país y no dirigidos deliberadamente a Israel, no cruzaron la frontera y aterrizaron un kilómetro dentro de Siria. Uno de los interceptores fue detonado sobre Israel.
En noviembre de 2019, los informes de los medios chinos afirmaron que los rusos capturaron el otro misil, que les fue transferido por Siria. El misil fue encontrado intacto por las fuerzas militares sirias, ya que no llegó a detonar después de ser lanzado en julio de 2018.

## Compradores extranjeros
El 17 de noviembre de 2010, en una entrevista, el vicepresidente de Rafael, Sr. Lova Drori, confirmó que el sistema Honda de David se ha ofrecido a las Fuerzas Armadas de India. 
En octubre de 2015, se hizo público que los seis países del Consejo de Cooperación para los Estados Árabes del Golfo (CCEAG) estaban interesados en adquirir el sistema de defensa antimisiles israelí Honda de David, como respuesta a la amenaza de los misiles iraníes. Esto se produce después de que Estados Unidos instara a los miembros del CCEAG a cooperar más estrechamente en la defensa antimisiles a través de la adquisición conjunta y el intercambio de información, sin embargo, cualquier acuerdo se producirá entre Raytheon y otras empresas estadounidenses, en parte debido a su participación en el desarrollo del sistema, y en parte debido a la percepción negativa de la población local hacia el Estado de Israel.
En septiembre de 2018, la agencia suiza de adquisiciones de armamento, ArmaSuisse, anunció su interés en recibir propuestas sobre el sistema defensivo Honda de David, para mejorar la capacidad defensiva aérea de Suiza.

## Sistema PAAC-4
Según el teniente general Henry Obering, ex director de la Agencia de Defensa Antimisiles de Estados Unidos:
"Queríamos un programa verdaderamente cogestionado porque Estados Unidos estará muy interesado en esto para nuestros propios fines".
En julio de 2013, Raytheon reveló que estaba trabajando con sus socios internacionales para desarrollar un nuevo sistema de misiles de defensa aérea. El sistema está basado en el radar AN/MPQ-53 del misil MIM-104 "Patriot", el centro de control de tiro "Kongsberg" de Raytheon, y el misil superficie-aire "Stunner" de Rafael.
En agosto de 2013, Raytheon y Rafael comenzaron a buscar fondos para desarrollar el sistema de interceptación "Patriot" de cuarta generación, llamado Patriot Advanced Affordable Capability-4 (PAAC-4).
El proyecto tiene por objetivo integrar al misil interceptor "Stunner", del sistema Honda de David, financiado conjuntamente con los radares, lanzadores y centros de control del misil "Patriot" PAC-3. El misil interceptor "Stunner" de búsqueda multimodo de dos etapas, va a reemplazar a los misiles PAC-3 guiados por radar de una sola etapa producidos por el fabricante Lockheed Martin. 
Diversas fuentes del gobierno estadounidense y de la industria armamentística, afirman que los interceptores PAAC-4 basados en el misil "Stunner" ofrecerán un rendimiento operativo mejorado. Los misiles PAC-3 son construidos por la corporación Lockheed Martin. 
Las empresas de armamento reclaman 20 millones de dólares estadounidenses al gobierno de los Estados Unidos, para hacer frente a los costes del programa y llevar a cabo el desarrollo de un prototipo del sistema PAAC-4. 
Los funcionarios israelíes han dicho que un acuerdo entre las empresas Raytheon y Rafael, permitiría a la compañía estadounidense asumir el estatus de contratista principal y producir al menos el 60 por ciento del misil "Stunner" en los Estados Unidos. 
La Agencia de Defensa Antimisiles afirma que el Ejército de los Estados Unidos está considerando el uso del misil interceptador "Stunner" como una posible solución para las futuras necesidades militares de los Estados Unidos.

## Sistema "Skyceptor"
En 2016, Raytheon anunció que había sido autorizado para vender el "SkyCeptor", un derivado del cohete "Stunner", como parte de una oferta al gobierno polaco para la adquisición de misiles "Patriot". En marzo de 2017 se anunció que la oferta de Raytheon había tenido éxito y que el gobierno de Polonia deseaba adquirir 8 baterías de misiles "Patriot", además se anunció que Polonia solamente iba a adquirir una pequeña cantidad de misiles "Patriot" PAC-3, y que la mayoría de los misiles desplegados serán del tipo "Skyceptor".